# Селезнёв, Фёдор Павлович
Фёдор Па́влович Селезнёв (1905—1982) — советский актёр театра и кино.

## Биография
Родился в сентябре 1905 года в Москве. В 1914—1918 годах учился в Московском Императорском коммерческом училище.
Конторщик Московского потребительского общества (1919—1923), старший дежурный Штаба особого назначения (1923—1924), слесарь-кабельщик (1924—1929). В 1926—1930 учился в ЦЕТЕТИСе.
Артист театра Фрунзенского района (1924—1929), ЦТКА (1930—1932), Московского Нового театра (1932—1936), Московского театра имени Ленинского комсомола (1936—1941), Московского драматического театра (1941—1945), МАТС (1945—1949), Центрального театра Промкооперации (1949—1950), концертной бригады МГАФ (1950—1959). С 1959 года — артист речевого жанра Всесоюзного гастрольно-концертного объединения.
Ушел из жизни 12 февраля 1987 года.

## Фильмография
- 1936 — Мы из Кронштадта — пленный белогвардеец
- 1937 — Граница на замке — Фёдор Орехов; Ленин в Октябре — солдат в Смольном
- 1938 — В людях — Викторушка; Победа — лётчик, Великий счёт (к/м) — Василий Тарасенко
- 1939 — Истребители — авиатехник Яшин; Ночь в сентябре — Сердюк; Поднятая целина — Василий Атаманчуков
- 1940 — На путях (к/м) — контолёр Селезнёв; Светлый путь — Фёдор Карпович Самохин
- 1946 — Глинка — буфетчик
- 1950 — Смелые люди — машинист
- 1956 — На подмостках сцены — Дорофей
- 1957 — Отряд Трубачёва сражается — немец; Случай на шахте восемь — экспедитор
- 1963 — Сотрудник ЧК — эпизод
- 1964 — Председатель — директор МТС, Негасимое пламя — заключённый
- 1970 — Белорусский вокзал — старый рабочий